# Distretto di Leopoli
Il distretto di Leopoli (in ucraino Львівський район?, L'vivs'kyj rajon) è un distretto dell'Ucraina situato nell'oblast' di Leopoli; ha per capoluogo Leopoli e conta 1 141 119 abitanti (dato 2022). È stato creato a luglio 2020 a seguito della riforma delle suddivisioni amministrative ucraine. In particolare, i distretti di Horodok, Peremyšljany, Pustomyty e Žovkva e parti di quelli di Kam"ianka-Buz'ka e Zoločiv, sono confluiti in quello di Leopoli.

## Geografia antropica

### Suddivisioni amministrative
Al momento della costituzione, il distretto era suddiviso in 23 insediamenti di tipo urbano.